# 7553 Buie
7553 Buie este o planetă minoră (asteroid), cu un diametru de 3,442 km, din centura de asteroizi. A fost descoperită pe 30 martie 1981 la Stația Anderson Mesa de Edward L. G. Bowell și a fost numită după Marc Buie⁠(d). 
Obiectul prezintă o orbită caracterizată de o semiaxă mare de 2,3911465 UAi, o excentricitate de 0,15, o înclinație de 3,27884 ° în raport cu ecliptica.